# Prasinocyma infirma
Prasinocyma infirma là một loài bướm đêm trong họ Geometridae.